# Танг Тует Минь
Танг Тует Минь (вьет. Tăng Tuyết Minh) (кит. 曾雪明, пиньинь Zēng Xuěmíng, палл. Цзэн Сюэмин, 1905—1991) — китайская акушерка, жена Хо Ши Мина с октября 1926 года. Танг Тует Минь и Хо Ши Мин жили вместе до апреля 1927 года, когда Хо Ши Мину пришлось бежать из Китая после антикоммунистического переворота Чан Кайши. Несмотря на попытки восстановить связь с обеих сторон, пара не воссоединилась. Существование Танг Тует Минь отрицается вьетнамским правительством.

## Биография
Цзэн Сюэмин родилась в католической семье в Гуанчжоу в октябре 1905 года. Она была младшей дочерью в семье из десяти детей, у неё было шесть сестёр. Фамилия матери Танг Тует Минь — Лян (кит. 梁, пиньинь liáng). Отец Сюэмин, Цзэн Кайхуа (кит. трад. 曾開華, упр. 曾开华, пиньинь Zēng Kāihuā), был дельцом из Мэйсяня; он умер, когда Сюэмин было десять лет. Так как мать Танг Тует Минь была наложницей, а не женой, её вместе с детьми выгнали из дому после его смерти. Находясь в трудном положении, Лян подружилась с женой вьетнамского коммуниста Лам Дык Тху. Танг Тует Минь обучалась акушерскому делу, окончив обучение в 1925 году в возрасте 20 лет.
В то время Вьетнам был частью Французского Индокитая, а коммунистическую и националистическую политическую активность подавляла французская полиция. Хо Ши Мин приплыл в Гуанчжоу из Владивостока, назвавшись китайцем по имени Ли Шуй. В этот период Хо Ши Мин работал переводчиком для агента Коминтерна и военного советника Гоминьдана Михаила Бородина. В мае 1925 года Хо Ши Мин организовал Товарищество революционной молодёжи Вьетнама, предтечу современной Коммунистической партии Вьетнама.
В 1925 году Лам Дык Тху представил Танг Тует Минь Хо Ши Мину. В то время Лам Дык Тху работал в Товариществе, однако позже стало известно, что он шпионил в пользу французской полиции. Хо Ши Мин позже передал Танг Тует Минь рубиновое обручальное кольцо, а на протесты своих товарищей сказал им, что женится, несмотря на их несогласие, потому что жена поможет ему учить язык и с домашним хозяйством. Пара поженилась 18 октября 1926. Свидетелями на свадьбе стали Цай Чан и Дэн Инчао, жена будущего премьер-министра Китая Чжоу Эньлая. На момент свадьбы невесте был 21 год, а жениху — 36. Свадьба была организована в том же здании, где Чжоу Эньлай ранее женился на Дэн Инчао. Молодожёны первое время жили в доме Бородина. В конце 1926 года Танг Тует Минь забеременела, к большой радости Хо Ши Мина, однако сделала аборт по совету матери, которая боялась, что Хо Ши Мина могут вынудить покинуть Китай.
Чан Кайши претворил в жизнь антикоммунистический заговор 12 апреля 1927 года в Шанхае и нескольких других городах, включая Гуанчжоу. Хо Ши Мин тайно бежал в Гонконг 5 мая. В тот же день китайская полиция провела обыск в его доме. Хо Ши Мин перебирался из одной страны в другую, остановившись в итоге в Бангкоке в июле 1928 года. В августе он отправил письмо Танг Тует Минь: «Хотя мы разлучены уже больше года, наши чувства друг к другу не нужно озвучивать, чтобы чувствовать. Сейчас я пользуюсь возможностью передать тебе несколько слов, чтобы вновь заверить [в них], а также посылаю привет и добрые пожелания твоей матери». Это письмо перехватила французская полиция. Хотя Танг Тует Минь не интересовалась политикой, с июля 1927 года по июнь 1929 она числилась членом Товарищества революционной молодёжи. Согласно некоторым данным, Танг Тует Минь виделась с Хо Ши Мином зимой 1929—1930 годов, когда он был в Гонконге. В мае 1930 года Хо Ши Мин отправил ей письмо, где просил встречи в Шанхае, но начальник Танг Тует Минь спрятал письмо и не отдал его ей вовремя. Британская полиция арестовала Хо Ши Мина 6 июня 1931 года, и Танг Тует Минь тайком от него была на судебных слушаниях 10 июля 1931 года; это была последняя их встреча. Чтобы не позволить французам экстрадировать Хо Ши Мина, британцы в 1932 году объявили, что он мёртв, и тайно освободили его.
В мае 1950 года Танг Тует Минь увидела фотографию Хо Ши Мина в газете и оттуда же узнала о том, что он стал президентом Северного Вьетнама. Тогда она отослала послу этой страны в Пекине письмо, но оно осталось без ответа. Она снова попыталась связаться с послом в 1954 году, но на её письмо снова никто не ответил. Представители китайского правительства потребовали, чтобы она прекратила свои попытки, взамен пообещав помощь. К этому моменту вокруг фигуры Хо Ши Мина начал формироваться культ личности, а правительство начало распространять ложные сведения о том, что Хо Ши Мин всю жизнь практикует сексуальное воздержание, что должно символизировать его полную самоотдачу делу революции. Хо Ши Мин сам просил консула Северного Вьетнама разыскать свою жену в 1967 году, но тому это не удалось. Хо Ши Мин умер в сентябре 1969 года, а Танг Тует Минь ушла на пенсию в 1977 году и умерла 14 ноября 1991 года в возрасте 86 лет.

## Исследования
Сообщение о том, что у Хо Ши Мина была китайская жена, впервые появилось в книге китайского автора Хуан Чжэна (кит. трад. 黃錚, упр. 黄铮, пиньинь Huáng Zhēng), опубликованной в 1987 году. До момента перевода книги на вьетнамский язык в 1990 году сообщение оставалось без внимания. В 1990 году французский писатель Даниэль Эмери (фр. Daniel Hémery) обнаружил письма Хо Ши Мина к Танг Тует Минь в Центре заморских архивов (фр. Centre des Archives d’Outre-Mer), содержащем документы из колонии Франции. В мае 1991 года главная редакторша газеты Туойче Ву Ким Хань (Vũ Kim Hạnh) была снята с должности за публикацию заметки о женитьбе Хо Ши Мина. В книге Уильяма Дайкера «Ho Chi Minh: A Life» (2000) приведены многочисленные документальные свидетельства отношений Хо и Танг. Вьетнамское правительство потребовало вырезать значительную часть текста из официального перевода книги на вьетнамский язык, в чём им было отказано. В 2002 году правительство Вьетнама запретило публикацию рецензии книги Дайкера в журнале Far Eastern Economic Review.
Тю Дык Тинь (Chu Đức Tính), директор Музея Хо Ши Мина, в интервью газете Туойче назвал данные о Танг Тует Минь «интернетной сплетней» и «доказанной неправдой», добавив, что много раз вместе с коллегами спорил с Хуан Чжэном.